# Латтуада, Альберто
Альбе́рто Латтуа́да (итал. Alberto Lattuada; 13 ноября 1914[…], Ваприо-д'Адда, Италия — 3 июля 2005[…], Орвието, Умбрия) — итальянский актёр, кинорежиссёр, сценарист и продюсер. Автор ряда экранизаций русской литературной классики.

## Биография
Родился 13 ноября 1914 года в Ваприо-д’Адда. Сын композитора Феличе Латтуады. Получил архитектурное образование, выступал как художественный критик. 
Свой первый фильм — «Джакомо-идеалист» — поставил в 1942 году. Участвовал в работе над несколькими документальными картинами. 
Фильмы «Бандит» (1946) и «Без жалости» (1948) выдержаны в духе неореализма. Особый интерес представляет фильм «Мельница на реке По» (1949), где неореалистический метод применен к историческому материалу (итальянская деревня XIX века).
Умер 3 июля 2005 года от болезни Альцгеймера.

## Экранизации
Латтуада экранизировал произведения известных итальянских писателей: от Н. Макиавелли («Мандрагора», 1960) до близкого по духу неореалистам Дж. Верги («Волчица», 1953) и испытавшего влияние Достоевского Габриэле Д'Аннунцио («Преступление Джованни Эпископо», 1947).

### Русская классика
Первым произведением русской классической литературы, экранизированным Латтуадой, стала «Шинель». Выйдя таким образом из гоголевской «Шинели», режиссёр поставил затем фильмы «Буря» (по «Капитанской дочке» А. С. Пушкина), «Степь» (по одноименной повести А. П. Чехова) и «Собачье сердце» (по одноименной повести Михаила Булгакова). Однако наибольшего успеха он добился всё-таки в «Шинели». Перенеся действие в Северную Италию, Латтуада бережно сохранил дух первоисточника.

## Латтуада и Феллини
Именно Латтуада дал «путёвку в жизнь» начинающему режиссёру Федерико Феллини, поставив совместно с ним в 1950 году фильм «Огни варьете».

## Фильмография
- 1943 — Джакомо-идеалист / Giacomo l’idealista
- 1945  — Стрела в боку / La freccia nel fianco
- 1946 — Бандит / Il Bandito
- 1947 — Преступление Джованни Эпископо / Il Delitto di Giovanni Episcopo
- 1948 — Без жалости / Senza pietà
- 1948 — Мельница на реке По / Il Mulino del Po
- 1950 — Огни варьете / Luci del varietà
- 1951 — Анна / Anna
- 1952 — Волчица / La Lupa
- 1952 — Шинель / Il Cappotto
- 1954 — Пляж / La spiaggia
- 1955 — Начальная школа / Scuola elementare
- 1957 — Гуэндалина / Guendalina
- 1958 — Буря / La Tempesta
- 1960 — Сладкий обман / I Dolci inganni
- 1960  — Письма послушницы / Lettere di una novizia
- 1961 — Нежданный / L'imprevisto
- 1962 — Мафиозо / Mafioso
- 1962 — Степь / La Steppa
- 1965 — Мандрагора / La Mandragola
- 1966  — Бесподобный / Matchless
- 1967 — Дон Джованни на Сицилии / Don Giovanni in Sicilia
- 1969  — Фрёйляйн Доктор / Fraulein Doktor
- 1969  — Любовница / L'amica
- 1970  — Приходи к нам на чашку кофе / Venga a prendere il caffe... da noi
- 1972 — Белый, красный и… / Bianco rosso e…
- 1973 — Это я! / Sono stato io!
- 1974 — Буду ей отцом / Le faro da padre
- 1976 — Собачье сердце / Cuore di cane
- 1976 — О, Серафина! / Oh, Serafina!
- 1978 — Такая, как ты есть / Così come sei
- 1980 — Цикада / La Cicala
- 1985 — Христофор Колумб / Christopher Columbus (мини-сериал)
- 1985 — Игла в сердце / Una spina nel cuore
- 1988 — Братья / Due fratelli (мини-сериал)
- 1989 — 12 режиссеров о 12-ти городах / 12 registi per 12 citta